# Seigneurs de Xibalba
Selon le Popol Vuh, les seigneurs de Xibalba sont ceux qui gouvernent l'inframonde dans la mythologie maya et sont de caractère maléfique. La route vers Xibalba est semée d’embûches, raide, épineuse et totalement hostile aux étrangers. Il est gouverné par deux des seigneurs/dieux de Xibalba, Vucub-Camé (es) et Hun-Camé (es).
La liste des Seigneurs de Xibalba est :
- Hun-Camé (es)
- Vucub-Camé (es)
- Xiquiripat (es)
- Cuchumaquic
- Ahalpuh
- Ahalcaná (es)
- Chamiabac
- Chamiaholom
- Quicxic
- Patán
- Quicré
- Quicrixcac

Concernant les rôles de chacun :
- Hun-Camé et Vucub-Camé étaient les juges suprêmes et ceux chargés d'attribuer leurs fonctions aux autres.
- Cuchumaquic et Xiquiripat étaient responsables d'effusions de sang chez les êtres humains.
- Ahalganá et Ahalpuh avaient pour tâche de faire gonfler les hommes, de faire suinter leurs jambes et de jaunir leurs visages ; cette dernière condition était connue sous le nom de chuganal.
- Chamiaholom et Chamiabac étaient les connétables de Xibalba et ils arborent un bâton en os comme symbole de leur fonction ; leur occupation consistait à dépecer les gens jusqu'à ce qu'il ne reste plus d'eux que des os.
- Ahaltocob et Ahalmez avaient pour mission de porter malheur aux hommes qui se dirigeaient vers leur maison.
- Finalement, Xic et Patán étaient responsables de la mort de ceux qui marchaient sur les routes. Ce type de mort était facilement reconnaissable puisque l'endroit était rempli de sang que le malheureux avait vomi, après s'être fait presser la poitrine et la gorge par ces Seigneurs.

Ils ont été vaincus par les dieux jumeaux Ixbalanqué et Hunahpú : Ixbalanqué décapita Hunahpú et rattacha sa tête, ce qui amusa tellement les seigneurs maléfiques qu'ils lui demandèrent de les décapiter puis de revenir à la vie. Les frères firent semblant d'obéir et décapitèrent les dieux. Mais ils ne restaurèrent pas leurs corps, les vainquant ainsi pour toujours et permettant au bien de triompher du mal. Ainsi, le monde a été préparé pour la création des hommes.